# The Gentle Sex
The Gentle Sex ist ein britisches Weltkriegsfilmdrama mit Wehrertüchigungstendenz aus dem Jahre 1942. Unter der Regie von Leslie Howard spielen Jean Gillie, Joan Greenwood, Joyce Howard, Rosamund John sowie die deutsche Exilantin Lilli Palmer und John Justin die Hauptrollen. 

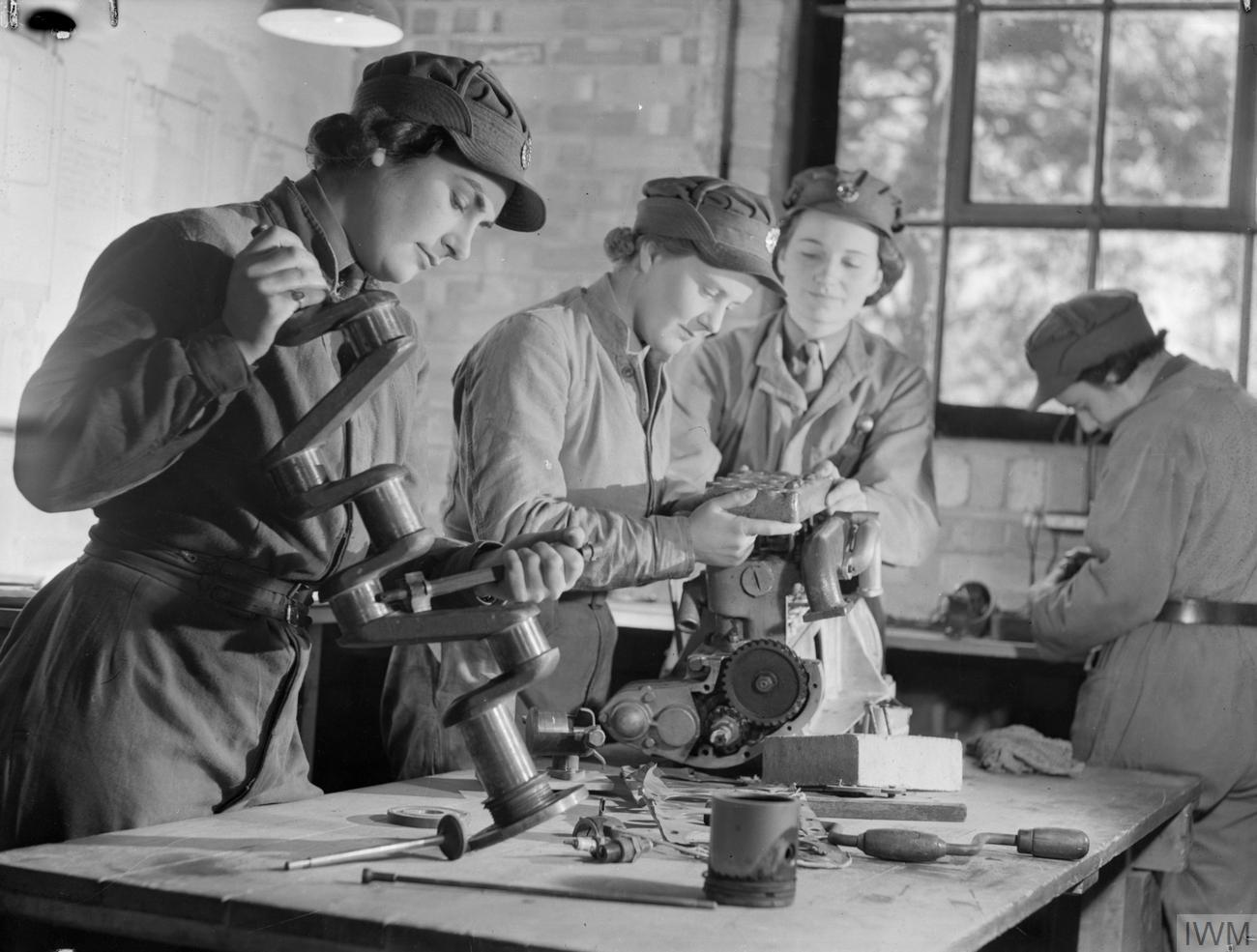
Wird mit diesem Film ein Denkmal gesetzt: Den Frauen in der britischen Armee im Rahmen des Auxiliary Territorial Service (hier: ATS-Mechanikerinnen bei ihrer Ausbildung, 1941)

## Handlung
Großbritannien im Zweiten Weltkrieg. Sieben Frauen unterschiedlicher Herkunft, die sich einander nicht kennen, treffen sich in einem Zugabteil auf dem Weg zu einem Ausbildungslager des Auxiliary Territorial Service, der Frauenabteilung des britischen Heeres. Als sie sich kennen lernen, erleben sie die frühen Stadien ihrer neuen militärischen Existenz: Essenfassen in der Kantine, Ausrüstung zusammenhalten und Uniform anlegen, marschieren, militärischer Drill und theoretische Ausbildung. Kurz vor dem schlafen gehen bleibt den jungen Frauen noch etwas Zeit für private Kommunikation. Die Auszubildenden lernen die Hintergründe und Herkünfte, Umstände und Bestrebungen der jeweils anderen kennen. Maggie Fraser beispielsweise ist eine lebhafte und optimistische Schottin, Joan Simpson arbeitete einst als Tanzlehrerin, Anne Lawrence stammt aus einer englischen Offiziersfamilie, Gwen Hayden war Kellnerin in einem Cockney-Café-Kellnerin, Dot hat ihren Job in einem Schönheitssalon freiwillig aufgegeben, und Betty hat als Einzelkind nur wenig Lebenserfahrung. Das interessanteste und wohl auch schwerste Schicksal hat die nach England geflohene Tschechin Erna Debruski zu tragen: Als die Nazis 1939 in ihrer Heimat einmarschierten wurden in kurzer Folge ihr Verlobter, ihr Vater und ihr Bruder von den deutschen Besatzern umgebracht.
Nach Abschluss der Grundausbildung werden die jungen Rekrutinnen über ihre neuen Aufgaben informiert. Erna, Maggie, Anne und Joan sollen als Fahrerinnen eingesetzt und Dot und Betty an einer Flugabwehrbatterie stationiert werden. Gwen wird im Trainingslager bleiben und in der Kantine arbeiten. Am nächsten Tag erfahren Anne, Maggie, Erna und Joan, dass sie Teil eines Frauen-Konvois werden, die Lastwagen fahren, die mit elektrischen Komponenten für eine nicht näher bezeichnete Mission beladen wurden. Bevor sie gehen, besuchen die Frauen eine Tanzveranstaltung, bei der Maggie Corporal Alexander Balfour kennenlernt, einen Kilt-behafteten schottischen Soldaten. Anne wiederum verliebt sich in David, einen jungen Piloten, der gerade seine letzten Urlaubstage abfeiert. Ehe er in sein Camp zurückkehrt, bittet er seine Mutter, sich mit Anne anzufreunden, da ihm viel an Anne zu liegen beginnt. Die vier Frauen beginnen ihre Mission und halten, nach der ganztägigen Fahrt, unterwegs an einem Café, ehe sie sich zur Nachtruhe begeben. Ein fahrender Bote bringt jedoch die Nachricht, dass die geheime Mission um einen Tag vorgezogen wurde und dass sie die ganze Nacht durchfahren müssen. Schließlich erreicht man das Ziel. Übermüdet und erschöpft wie sie alle sind, kommt es zu einem kurzen aber heftigen Disput zwischen Joan, die, genervt davon, dass hier vieles nicht klappe, von deutscher Effizienz zu schwärmen beginnt, und Erna, die aufgrund ihrer eigenen Familientragödie ein gänzlich anderes Bild von „den Deutschen“ und ihrer Effizienz hat.
In der Zwischenzeit erreichen Dot und Betty ihre Stellung, die Geschützbatterie, wo sie lernen, Suchscheinwerfer einzusetzen und die Geschütze für den Kampf gegen feindliche Flieger zu bedienen. Kurz darauf beginnt Gwen eine Tätigkeit als Telefonistin. Am selben Abend liest Dot in einer Zeitung, dass ihr Mann im Einsatz schwer verletzt wurde. Joan, die zum Corporal befördert wird, entfremdet sich von ihren Kollegen durch ihr allzu forsche und herrische Art und hört, wie Anne, Erna und Maggie in wenig schmeichelhaften Worten über ihre Wesensveränderung lästern. Am folgenden Tag nimmt Anne Erna und Maggie mit zum Tee zu Davids Mutter. Anne sagt, dies sei der erste Krieg ist, in dem Frauen Seite an Seite mit Männern kämpfen, und dass es einen enormen Unterschied für den Status der Frauen bedeute, wenn erst mal wieder Frieden herrsche. Davids Mutter erzählt von ihren Erfahrungen während des Ersten Weltkriegs. Als Krankenwagenfahrerin war sie durch ein Schrapnell an der Schulter verletzt worden. Während sie sich erholte, lernte sie ihren ebenfalls verletzten Mann kennen. Am nächsten Tag erfährt Anne, dass auch sie Krankenwagenfahrerin werden soll. In dieser Nacht flammen die wachsenden Spannungen zwischen Anne und den anderen auf und drohen in offene Feindseligkeit auszuarten. Da ertönt auf einmal die Luftangriffssirene, und die Frauen sollen die Krankenwagen zur Batterie fahren, in der Dot, Betty und Gwen stationiert sind, da sie von feindlichen Flugzeugen angegriffen werden. Gerade als sie losfahren wollen, erhält Anne ein Telegramm, in dem sie darüber informiert wird, dass David im Kampf vermisst und für tot gehalten wird. Auf der Fahrt zu ihrem Ziel sprechen Erna und Anne über Verlustgefühle. In der Nacht bringen die Frauen ein gegnerisches Flugzeug zum Absturz. Es ist ihr erster erfolgreicher Kriegseinsatz.

## Produktionsnotizen
The Gentle Sex entstand 1942 und wurde am 15. April 1943 in London uraufgeführt. In Deutschland war der Streifen nie zu sehen.
Paul Sheriff und Carmen Dillon entwarfen die Filmbauten. Muir Mathieson dirigierte John Greenwoods Komposition mit Unterstützung des London Symphony Orchestra.
Wie all seine anderen Filme auch, an denen Howard während des Zweiten Weltkriegs als Schauspieler oder als Regisseur oder als Produzent mitgewirkt hatte, transportierte auch The Gentle Sex eindeutig patriotische bzw. propagandistische Botschaften.

## Kritiken
Das British Film Institute urteilte: “Um die realen Vertreter der Filmfiguren zu würdigen, ist der Film in einem halbdokumentarischen Stil gestaltet, gibt Charakterdarstellerinnen anstatt Stars Hauptrollen und besetzt echtes Militärpersonal für die Statisterie. Die Geschichte offeriert auch viele Diskussionen darüber, wie eine Nachkriegszukunft aufgebaut werden sollte.”
Halliwell‘s Film Guide charakterisierte den Film wie folgt: „Unaufdringliche Kriegspropaganda, recht angenehm umgesetzt und historisch sehr interessant“.
Im TV Guide war zu lesen: „Einige klare und lustige Momente in einer seinerzeit fähigen und intelligenten Produktion.“